# Емельянов, Гавриил Александрович
Гавриил Александрович Емельянов (11 мая 1898, д. Бессменино, Тверская губерния — 15 июля 1944, Алитус, Литовская ССР) — участник Великой Отечественной войны, командир 171-го гвардейского стрелкового полка 1-й гвардейской мотострелковой дивизии 11-й гвардейской армии 3-го Белорусского фронта, гвардии подполковник, Герой Советского Союза (посмертно).

## Биография
Гавриил Емельянов родился 11 мая в 1898 года в деревне Бессменино Старицкого уезда Тверской губернии (ныне в Тредубском сельском поселении Торжокского района Тверской области) в семье крестьянина. Русский.
Образование начальное. В 17 лет ушёл в город Петроград, работал подсобным рабочим на одном из питерских предприятий, потом сварщиком на Русско-Балтийском и литейном заводах. Был мобилизован в армию. Служил солдатом в 180-м запасном полку.
В феврале 1918 года добровольцем вступил в Красную Армию. Участник гражданской войны. В составе 1-го пулемётного полка сражался с белогвардейцами под Ямбургом, Екатеринбургом, Курганом. С 1919 года — начальник боевого борта бронепоезда № 1. Участник боёв с поляками и петлюровцами.
С 1919 года член РКП(б), с 1925 года партия переименована в ВКП(б).
После гражданской войны окончил курсы политсостава и курсы «Выстрел».
Многие годы был политработником.
Начало Великой Отечественной войны встретил на западной границе, в Литве. Попав в окружение, с горсткой бойцов вышел с боями к своим. Сражался на различных фронтах, стал командиром гвардейского полка. Его командирские качества в боевой характеристике изложены так: 

«В бою смел, инициативен, требователен к себе и подчинённым. В обстановке разбирается быстро и правильно. Задачу подразделениям ставит умело и точно, с учётом сил и обстановки. Лично дисциплинирован и исполнителен. Пользуется авторитетом».
Командир 171-го гвардейского стрелкового полка гвардии подполковник Емельянов отличился в боях на территории Литовской ССР при форсировании реки Неман севернее города Алитус.
Командир полка умело организовал разведку, взаимодействие с приданными и поддерживающими пехоту подразделениями. 14 июля 1944 года после стремительного натиска плацдарм был захвачен, весь полк переправился через Неман. Во время отражения атак противника Емельянов всё время находился в боевых порядках гвардейцев, воодушевляя их на смелые, решительные действия.
15 июля 1944 года при отражении контратаки врага подполковник Гавриил Александрович Емельянов погиб, но его полк не отступил с занятого рубежа, с честью выполнил боевую задачу. Похоронен в Алитусе.
Указом Президиума Верховного Совета СССР от 24 марта 1945 года за образцовое выполнение боевых заданий командования на фронте борьбы с немецко-фашистским захватчиками и проявленные при этом мужество и героизм гвардии подполковнику Емельянову Гавриилу Александровичу посмертно присвоено звание Героя Советского Союза.

## Награды
- Герой Советского Союза, 24 марта 1945 года[1]
  - Орден Ленина
  - Медаль «Золотая Звезда»
- Орден Отечественной войны I степени, 27 июля 1944 года[2]
- Юбилейная медаль «XX лет Рабоче-Крестьянской Красной Армии», 1938

## Память

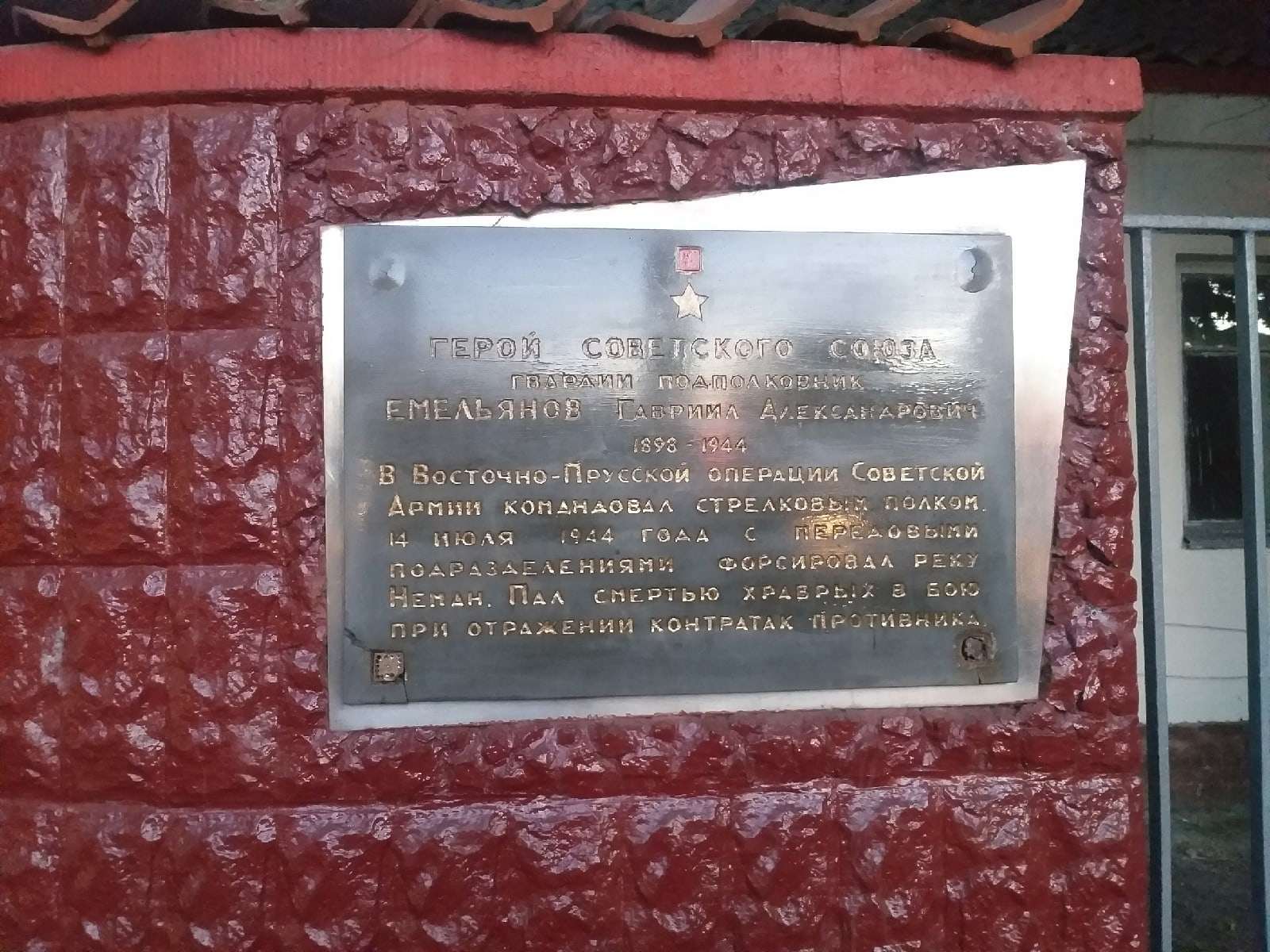
Памятная доска на улице Емельянова в Калининграде

- В городе Алитус была установлена мемориальная доска, имя Героя носила улица.
- Одна из улиц города Калининграда названа именем Емельянова.